# 贝勒福雷
贝勒福雷（法語：Belles-Forêts，法語發音：[bɛl fɔʁɛ]）是法国摩泽尔省的一个市镇，属于萨尔堡-萨兰堡区。

## 地理
贝勒福雷（48°48'20"N, 6°53'32"E）面积26.57 平方千米，位于法国大東部大區摩泽尔省，该省份为法国东北部内陆省份，是洛林的一部分，西南接默尔特-摩泽尔省，东临下莱茵省，北与卢森堡和德国接壤。
与贝勒福雷接壤的市镇（或旧市镇、城区）包括：代斯兰、弗里堡、盖尔芒日、欧克洛谢、卢德勒凡、米特赛姆、罗尔巴克莱迪约兹、圣让德巴塞勒。

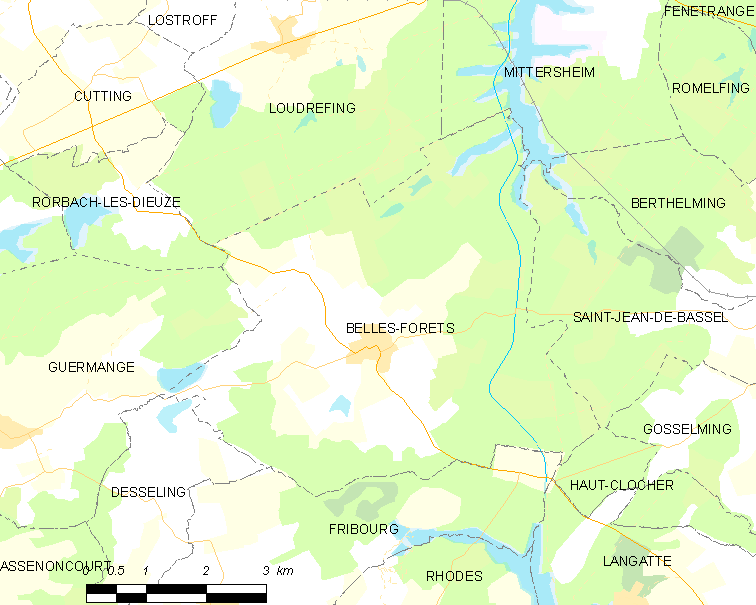
贝勒福雷的OSM定位图

贝勒福雷的时区为UTC+01:00、UTC+02:00（夏令时）。

## 行政
贝勒福雷的邮政编码为57930，INSEE市镇编码为57086。

## 政治
贝勒福雷所属的省级选区为萨尔堡县。

## 人口

1962-2008年间贝勒福雷人口变化图示

贝勒福雷于2022年1月1日时的人口数量为231人。